# کلید منو
در محاسبات، کلید منو(≣ Menu)، یا کلید برنامه، کلیدی است که عملکرد اصلی آن برای راه‌اندازی یک منوی زمینه با صفحه‌کلید به جای دکمه راست ماوس معمولی است، قبلاً در صفحه کلیدهای کامپیوتری مبتنی بر ویندوز مایکروسافت یافت می‌شد و همزمان با کلید لوگوی ویندوز معرفی شد. در صفحه‌کلیدها از جمله کلید، نماد آن معمولاً یک نماد کوچک است که نشانگری را در بالای منو نشان می‌دهد. معمولاً در سمت راست صفحه کلید بین کلید لوگوی سمت راست ویندوز و کلید کنترل سمت راست (یا بین کلید کلید دگرساز راست سمت راست و کلید کنترل سمت راست) یافت می‌شود. در حالی که کلید ویندوز در اکثر صفحه کلیدهایی که برای استفاده با سیستم عامل ویندوز در نظر گرفته شده است وجود دارد، کلید منو اغلب به خاطر فضا حذف می‌شود، به ویژه در صفحه کلیدهای قابل حمل و لپ تاپ.

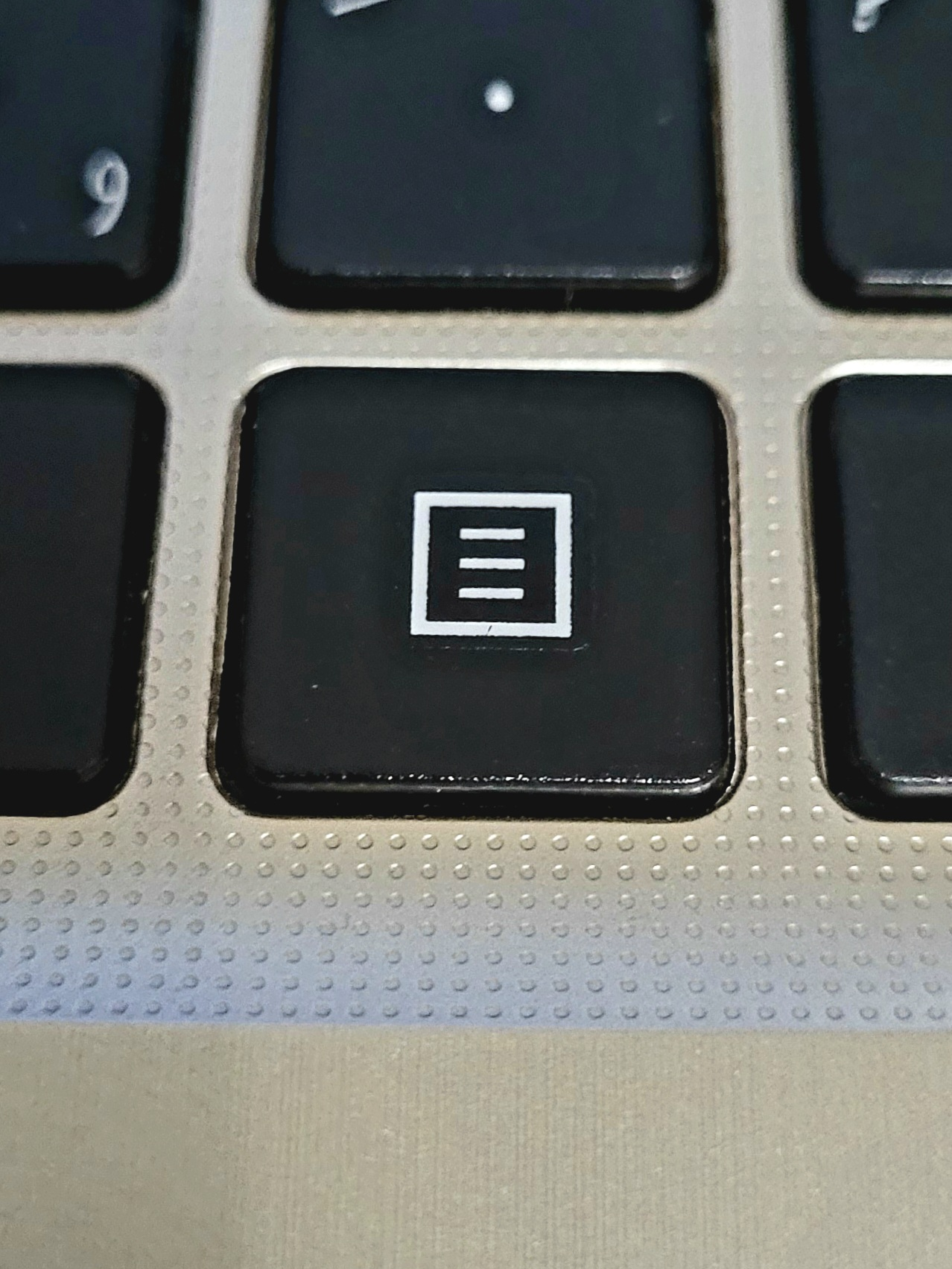
کلید منو (لپ‌تاپ)

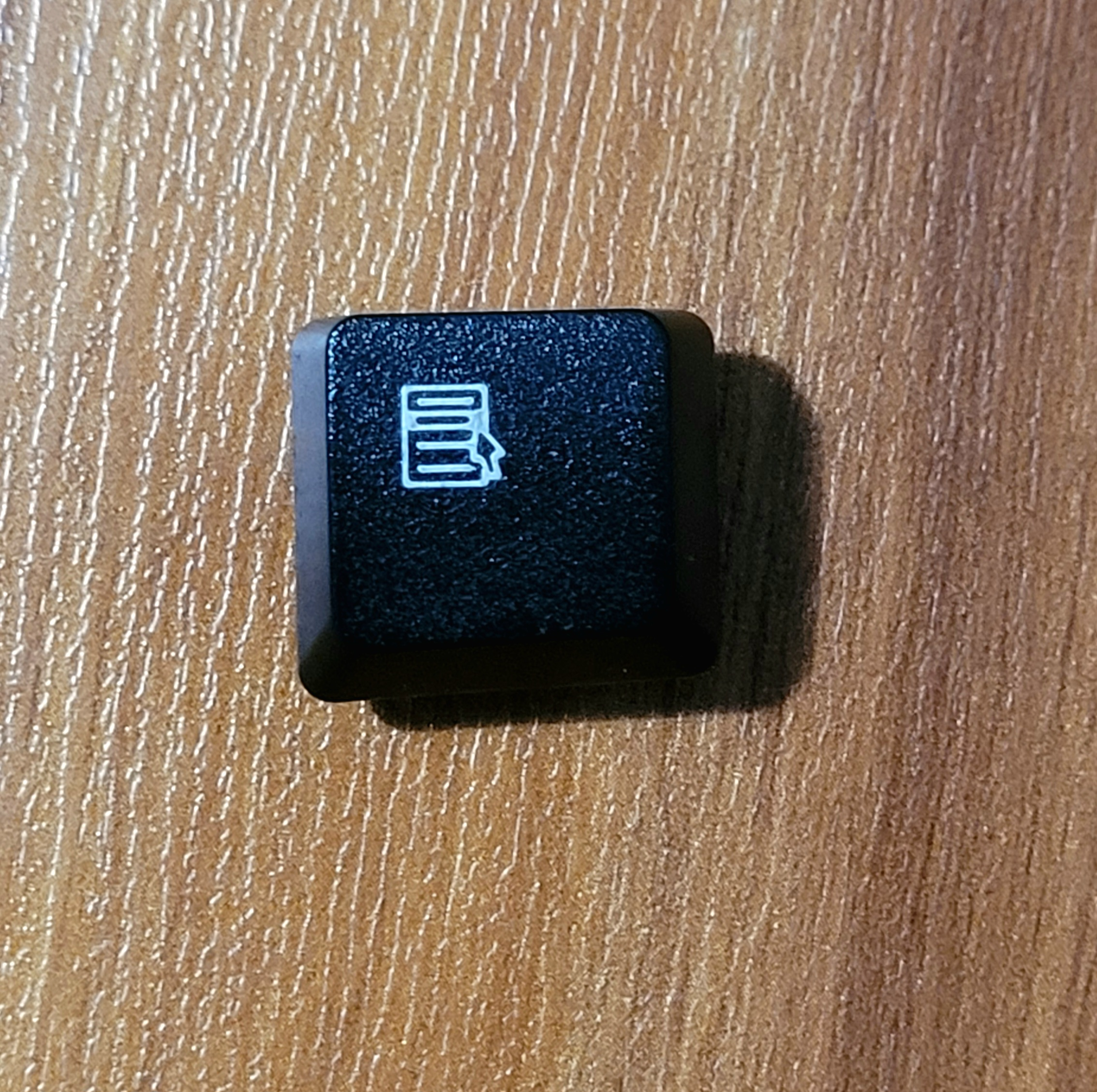
کلید منو با نسخه ای دیگر (کامپیوتر)

زمانی که دکمه سمت راست ماوس روی ماوس وجود نداشت می‌توان از آن استفاده کرد.
برخی از پایانه‌های عمومی ویندوز با هدف جلوگیری از کلیک راست کاربران، کلید منو روی صفحه کلید خود نداشتند. با این حال، در بسیاری از برنامه‌های ویندوز، عملکرد مشابهی را می‌توان با میانبر صفحه کلید + یا گاهی اوقات + + فراخوانی کرد.⇧ Shift+F10
Ctrl+⇧ Shift+F10.
برخی از رایانه‌های لپ‌تاپ دارای یک تابع منو بر روی کلید fn هستند (معمولاً با تایپ کردن + عمل می‌شود)، با این حال، این کار معمولاً عملکردهای تعبیه‌شده در نرم‌افزار فروشنده را فراخوانی می‌کند و با کلید توضیح داده شده در بالا یکسان نیست. برای مثال، صفحه کلید روشن لاجیتک دارای یک کلید FN است که معمولاً کلید منو در آن یافت می‌شود. با فشار دادن FN، همراه با کلید صفحه چاپ صفحه کلید (بالای صفحه اصلی)، عملکرد کلید منو تولید می‌شود.⇧ Shift+Fn)
دستگاه‌های اندرویدی قبلاً با دکمه‌های منوی فیزیکی عرضه می‌شدند، اما با انتشار لانه زنبوری اندروید، این مورد به نفع دکمه‌های روی صفحه منسوخ شد.
در ژانویه ۲۰۲۴، مایکروسافت یک کلید Copilot مایکروسافت را اعلام کرد که جایگزین کلید منو در دستگاه‌هایی می‌شود که به عنوان " رایانه‌های هوش مصنوعی " تبلیغ می‌شوند - که بعداً به عنوان "Copilot+ PC" نام‌گذاری شدند، اگر Copilot غیرفعال باشد یا در بازار کاربر در دسترس نباشد، این کلید جستجوی ویندوز را راه‌اندازی می‌کند.